# Стилови аикидоа
Сви стилови аикидоа су повезани на неки начин са Хомбо-Доџо у Јапанy, што се види из натписа. Следи некомплетна листа организација:
- Најбројнија аикидо организација је Аикикаи en:Aikikai, предвођена породицом оснивача. Због великог броја под-организација и учитеља у истим, постоје разлике у начину вежбања аикидоа као и разлика у извођењу техника. У истакнуте под организације убрајају се бројне националне Аикикаи као и неколико америчких: као УС Аикидо Федерација (УСАФ) и Уешибина Аикидо школа (АСУ).

Аикикаи признаје две аикидо организације код нас. Прва је Српска аикидо федерација - Аикикаи Србије, а друга Аикидо асоцијација Србије - Аикикаи Србије. Највећи број аикидока у Србији припада овим организацијама. Најпознатији инструктори су Велибор Весовић и Његош Ђаковић у првој и Јелена Врзић, Бошко Јелић, Александра Шутовић, Војкан Миленковић и Ирена Јаковљевић у другој.
- Светски центар реалног аикидоа, у коме се тренира званично призната српска борилачка вештина Реални аикидо, оснивач је Љубомир Врачаревић, најбољи мајстори су Братислав Стајић, Радојица Спасовић, Владимир Вокић, Драган Станковић, Михаило Лакић и Ана Врачаревић. Овај стил потенцира применљивост у самоодбрани, као и у обуци специјалних јединица и телохранитеља.
- Тендокан Аикидо школа у којој се тренира Тендорју аикидо, зачетник Кенђи Шимизу постоји и код нас у Србији, представник Јововић Иво. Сенсеји Шимизу је био последњи ученик оснивача Аикидоа и последње три године је провео са О' сенсејием.
- Iwama Ryu наглашава однос голоруких техника и техника које се изводе са оружјем и стављен је акценат на тренинг са оружјем. Од смрти оснивача Морихиро Саитоа, Ивама стил се вежба у Аикикаи клубовима и у једној независној организацији предвођеној Хитохиро Саитом. Саито сенсеи је дуго времена био ученик О' сенсеиа, почев од 1946. па све до његове смрти. Многи сматрају да је Саито сенсеи био ученик који је највише времена провео директно учећи од О' сенсеиа. Саито сенсеи је рекао да се он трудио да научи и сачува вештину управо онаквом како га је О' сенсеи учио. Технички, Ивама рyу личи на аикидо. О' сенсеи га је вежбао раних педесетих година и то углавном у Ивама вежбаоницама. Избор техника је прилично велики. Иако Ивама Рyу више не постоји као организација, треба је поменути као стил, јер је током неколико декада представљала велику организацију. Технички, Ивама стил је једна од многих грана Аикикаиа, али се од њих највише и разликује.
- Друштво Ки Организација наглашава меке, летеће технике и има специјалан програм за развој ки-ја. Овај стил се назива en:Shin Shin Toitsu Aikido (или Ки Аикидо)
- Кокикаи аикидо en:Kokikai, основан 1986. године од стране en:Shuji Maruyama, базира се на кратким али ефикасним техникама. Наглашава природне ставове и укеми који не захтева високе падове, а умањује значај атемија и техника које изазивају бол и непријатност укеу. Као такав сматра се меким стилом аикидоа.
- Шодокан Аикидо Shodokan Aikido(познатији као Томики аикидо, назван по свом оснивачу), за разлику од других користи спаринг и правила базирана на такмичарском духу на тренингу.. Људи више воле да се такмиче на тренингу, него да тренирају да би се такмичили. Веровање је да увођење елемента такмичења служи да се при извођењу вежбе буде оштрији и сконцентрисан, обзиром да не може да се провери у правој борби. Ово схватање је узрок разлаза са О' сенсеием који је чврсто веровао да такмичењу није место у аикидо тренингу.
- Јошинкан en:Yoshinkan има репутацију стила са најстрожом(најкрућом) прецизношћу. Ученици Yосхинкан аикидоа вежбају основне покрете као соло кате и овај стил је био популаран међу јапанском полицијом. Yосхинкаи је интернационална организација која вежба Yосхинкан стил аикидоа и има активне гране у многим деловима света. Последњих година појавио се један број изданака овог стила, углавном из политичких разлога.
- Јошокаи аикидо en:Yoshokai, основан од стране Такасхи Кусхида. сенсеиа Yосхинкан аикидоа, је значајно централизован стил аикидоа са застарелим техникама и објашњењима матићне вежбаонице. Садржи бројна учења о оружју и као Yосхинкан, Yосхокаи има много самосталних вежби и покрета.
- Шин Будо Каи en:Shin Budo Kaiпредвођен en:Shizuo Imaizumi
- Нипон Кан en:Nippon Kan, оснивач Канцхо Гаку Хомма en:Kancho Gaku Homma.
- Шин'еи Таидо en:Shin'ei Taido, оснивач је пок. Нориаки Иноуе en:Noriaki Inoue, нећак Морихеи Уешибе en:Morihei Ueshiba.
- Сеидокан en:Seidokan, зачетник је Роб Кобаyасхи., користи кратке и економичне покрете. Охрабрује ученике да откривају свој сопствени аикидо, наглашавају значај елиминисања непотребног и посвећености ономе што се ради.
- Теншин en:Tenshin, предвођен Луис Сантосом. Оснивач је Стевен Сеагал. Сматра се »тврдим« стилом аикидоа. Усмерен је на практичну страну аикидоа, користећи технике које би биле успешне у стварним ситуацијама. Иако постоје само две вежбаонице у УСА, број им расте. Вежбање Тенсхина је често бруталан.
- Дајнемик Аикидо Ноке (или ДАН) en:Dynamic Aikido Nocque (or DAN), је основао пок. Андре Ноке, предвођен Џоном Емерсоном.
- Јосеикан en:Yoseikan, оснивач је Минору Моцхизуки.. Ову форму је развио Минору Моцхизуки, рани ученик О сенсеиа и Јигоро Кано из Кодокана. Овај стил садржи елементе аики-будоа са додацима каратеа, џудоа и других вештина.